# Alfred Lévy (Rabbiner)

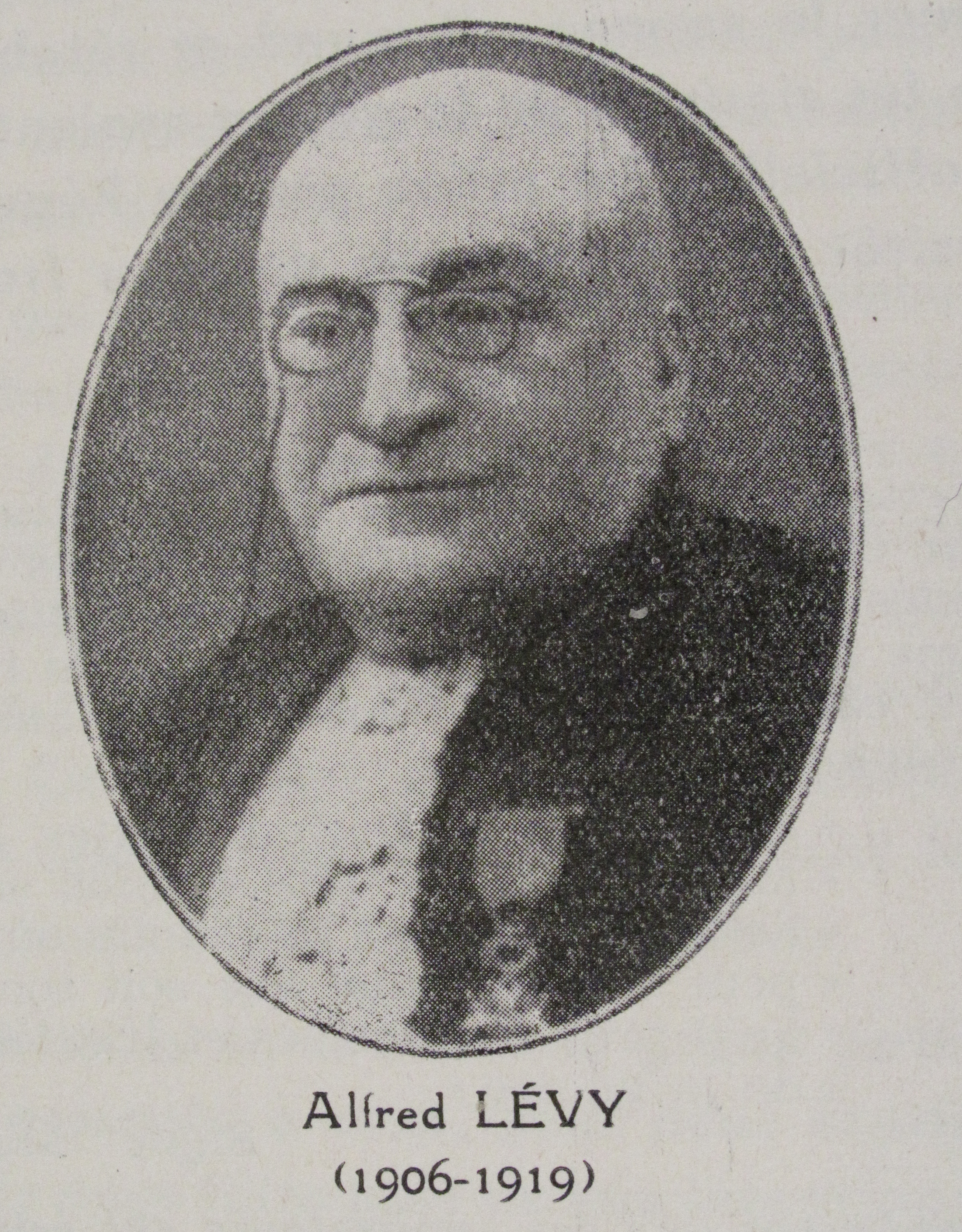
Alfred Lévy

Alfred Lévy (14. Dezember 1840 in Lunéville – 23. Juli 1919 in Pau) war ein französischer Großrabbiner und von 1907 bis 1919 Vorsitzender des Consistoire central von Frankreich.

## Leben
Alfred Lévy trat 1860 in das Rabbinerseminar in Paris ein, wo er 1866 sein Diplom erhielt. Danach wurde er für zwei Jahre Rabbiner in Dijon und wechselte daraufhin nach Lunéville, wo er elf Jahre als Rabbiner tätig war. Im Jahr 1880 wurde Alfred Lévy Großrabbiner von Lyon, 1907 wurde er der Nachfolger von Zadoc Kahn an der Spitze des Consistoire central israélite in Paris. Er setzte sich bei der Wahl gegen seinen Gegenkandidaten Israël Lévi durch, der 1920 sein Nachfolger werden sollte. 
Alfred Lévy schrieb mehrere historische Werke und wurde 1888 als Chevalier in die Ehrenlegion aufgenommen.
Er ist der Großvater von Robert Gamzon, dem Gründer der Éclaireurs israélites de France, einer 1923 entstandenen sekulär-jüdischen Pfadfinderbewegung in Frankreich. Seine Enkelin Renée Lévy wurde als Widerstandskämpferin 1943 von den Nationalsozialisten ermordet.

## Werke
- L'amour du prochain: Sermon prononcé à l'occasion de son installation au siège communal de Dijon le samedi 22 juin 1867, Dijon 1867
- Le temple: Sermon prononcé à l'occasion de la rentrée solennelle dans la Synagogue de Lunéville, Paris 1871
- Le deuil et les cérémonies funèbres chez les Israélites: étude historique, Paris 1872
- Notice sur les Israelites du Duché de Loraine, Paris 1885
- Notice sur les Israélites de Lyon, Lyon 1894
- Service funèbre célébré à la mémoire de M.S. Carnot, Président de l République Française, Lyon 1894
- Les doctrines d'Israel: sermons, Lyon 1896
- Pâques source de consolation, de dignité et d'espérance..., Lyon 1899
- Considérations sur le judaïsme, 1913
- Consideérations sur le judaïsme, Paris 1913 (zusammen mit Honel Meiss)